# Zadig (revue)
Pour les articles homonymes, voir Zadig.
Zadig est une revue trimestrielle française consacrée à la France d'aujourd'hui créée en 2019 par Éric Fottorino, ancien directeur du quotidien Le Monde. Elle donne la parole à des journalistes, des historiens et des romanciers.

## Présentation
Zadig est un trimestriel sans publicité de près de 200 pages consacré à la France d'aujourd'hui.
La revue souhaite s'intéresser à « toutes les France qui racontent la France » comme indiqué en couverture.
Comme le précise Le Figaro, « chaque numéro évoque un aspect de la France vu par des journalistes, des écrivains et des intellectuels ». 
Sa présentation est très graphique avec des illustrations de Catherine Meurisse et Mathieu Sapin.
La revue tient son nom du héros de Voltaire, Zadig, « personnage le plus résilient de la littérature française, défiguré, rejeté de chez lui, qui surmonte toutes les difficultés et finalement trouve le bonheur » explique Éric Fottorino dans Le Monde.
Zadig est disponible en kiosque et sur abonnement mais aussi en librairie.

## Historique
En mars 2019, Éric Fottorino lance par financement participatif la revue Zadig, un trimestriel qui souhaite « rendre lisible un pays devenu illisible : la France ». 
Pour le premier numéro, les textes sont signés des historiens Pierre Rosanvallon, Patrick Boucheron, Mona Ozouf, du démographe Hervé Le Bras, mais également des écrivains Marie Darrieussecq pour une nouvelle, Leïla Slimani pour une chronique, Régis Jauffret, Christian Bobin ou encore Maylis de Kerangal.
La revue est inspirée des expériences réussies de America et du 1 et a nécessité deux ans de gestation. Cette revue haut de gamme vise 30 000 à 35 000 exemplaires pour atteindre son point d'équilibre. 
En mai 2021, Emmanuel Macron accorde une interview à Zadig dans laquelle il revient sur son quinquennat, son rapport à la France et ses racines.
Fin 2024, après 22 numéros, la revue Zadig s'arrête.